# ممقورية
الممقورية هي طبق عربي من اللحم المبهر بالأباريز والخل.

## التاريخ
ذُكرت في كتاب الطبيخ عام 1225م لمحمد بن الحسن البغدادي كما يلي:
«صنعتها ان يقطع اللحم السمين صغاراً ويطرح في القدر ومعه يسير ملح ويلقى عليه ماء غمرة. ثم يغلى وتنزع رغوته. فإذا قارب النضج طرحت عليه الأباريز الكسفرة والكمون والدار صيني والمصطكى والفلفل والبصل المقطع. فإذا نضج ألقي عليه من خل الخمر جزء ومن المرى جزآن ويُرمى في رأس القدر كف يسير من الكسفرة اليابسة صحاحاً، ويُرشّ عليه ماء ورد وتترك حتى تهدأ على النار وترفع.»